# جيروم إتش هولاند
جيروم إتش هولاند (بالإنجليزية: Jerome H. Holland)‏ هو لاعب كرة قدم أمريكية ودبلوماسي أمريكي، ولد في 9 يناير 1916 في أوبورن في الولايات المتحدة، وتوفي في 13 يناير 1985 في نيويورك في الولايات المتحدة.